# 黒い大家さん
『黒い大家さん』（くろいおおやさん）は、こいずみまりによる日本の4コマ漫画作品。『まんがホーム』（芳文社）にて2013年1月号から3月号までゲスト掲載されたのち、4月号より連載開始、2015年4月号まで連載された。なお、2015年5月号に「特別編」が掲載された。全2巻。

## 作品概要
この春から高校生になった千花は、遠縁のおば華織が経営する女性専用アパート『フラワーハイツ』に下宿することになった。
しかし、『フラワーハイツ』は町ではお化け屋敷と呼ばれるような恐ろしげな建物で、いつも黒ずくめ姿の華織は「お化け屋敷の黒婦人」と畏れられていた。それでも、千花の目には華織は悪い人には見えなかった。そう、悪い「人」には…。

## 登場人物
（黒井華織を除く）登場人物の名前について作者は、「一応法則がある｣と述べている。下の名前は花にちなんだもの。

### フラワーハイツの住人
白丸千花（しろまるちか）
本作の主人公。高校（花ヶ丘学園）に通うため遠縁のおば（黒井華織）が経営するアパートに下宿している1年生。最終回で2年生に進級する。部屋は102号室。
私服時にはフザケTシャツを着ることもある。
最終回のエンディングでは娘の中神ゆきを連れて凡そ20年ぶりに華織と再会する。
黒井華織（くろい かおり）
アパート『フラワーハイツ』の大家兼管理人をしている年齢不詳の女性。千花の自称「あなたのお母さんの…おばあちゃんのめいの義父の弟のお嫁さんのお姉さんの義母の兄のおいの娘の＿＿＿はとこなの」。部屋は101号室。趣味で通販サイト『魔術通販 Hermes Trismegistos』を運営している。
千花が通う花ヶ丘学園の卒業生で、（自分が通学していた頃の）制服がダサいという理由で自分好み（ヴィ○゛ィアン風）にカスタマイズして停学になった経験があるが、それが何年前の話かはノーコメントであった。なお、ヴィ○゛ィアンブランドがイギリスで誕生したのは1971年、日本でメジャーになったのは1980年代である。
日光過敏症で強い日光に当たりすぎると火傷の様になってしまうため、作中では一貫して黒ずくめで露出の少ない服（夏でも涼しく着られるハイテク素材で出来た特注品）を着用しており、顔や手には「SPF1000　PA++++++++」と表記されているSPF値の高い日焼け止めを塗っている。
金属アレルギーで銀のロザリオにかぶれる、血のようなトマトジュースを愛飲する、深酔いすると人に噛み付く癖が出る（その際、キバが見えていた）、など、その言動はどこか薄気味悪くなにかと不審な点が多々ある。
最終回で千花は2年生に進級するが、それから少なくとも20年以上経過しているにも拘わらず、容姿は全く衰えていない。
日向和田綾女（ひなたわだ あやめ）
202号室の住人。エリザベス女学院の生徒。本人曰く、「以前は金持ちだったが事業が破綻して家が破産、両親は失踪してほぼ一文無しになり家も差し押さえられ路頭に迷っていた所を、瞳にフラワーハイツを紹介してもらった」との事。
上記の事から時折家賃を滞納しており、華織に家賃の支払いを猶予してもらったり、彼女の内職を手伝い納品することで滞納分の家賃代わりにして貰っている描写がある。また、時々腹の音が鳴る。
河辺瞳（かべ アイリス）
201号室の住人。ロサンゼルス生まれ。ゴッホの「アイリス」を見た父親に、瞳（ひとみ）と書いて「アイリス」という名前を付けられた。
美大に通っている。女性だが中性的な容姿をしており、いつもオーバーオール姿の服装でイケメン男性のようにも見えるため、菊美からは男性だと思われている。女性への手が早い。ただし、ちゃんとした服装とメイクをすればかなりの美女。
日向和田によれば、瞳の実家はちょっとした家だが、エリザベス女学院の大学に進まず美大に行ったので親から勘当されたとの事。
華織と酒を飲んだ際、彼女に噛まれて以降容姿は変化していない。

### 千花のクラスメイト
宮ノ平菊美
花ヶ丘学園の1年生。千花の友人。怖い話が苦手。幼稚園から女子校で男女交際にかなり幻想を抱いているが、（女性であるはずの）瞳にも好意を寄せている。
またラノベの愛読者であり、華織の正体についてあるラノベを元ネタにした仮説を立てた。
羽村桃子
花ヶ丘学園の1年生。千花の友人。私服は全部ゴスパン（ゴシック・パンクスの略）で、家庭科の課題である手製スカートまでゴスパン風のドクロ柄だった。
彼氏はいないが、小学生の頃に交際を申し込まれ断った事がある。

### 旭御嶽神社の関係者
御嶽蓮華（みたけ れんげ）
新生徒会長に選任された花ヶ丘学園の2年生。旭御嶽神社の巫女。騒々しい性格で、華織を「町に魔女は2人もいらない」と敵視している。また、千花に対しても華織と遠縁である事を知って「魔女候補」と思い込み、一方的にライバル同士と発言した。
ただし、（千花・菊美・桃子以外の）花ヶ丘学園の生徒達からは、「成績トップ」「ミステリアスな美貌」「学内にとどまらず学外にもたくさんファンがいる」と評判の声が上がっている。
通販サイト『魔術通販 Hermes Trismegistos』のヘビーリピーターで、自身が使用している式神を作っているのが華織である事を知らない。
蓮華の祖父
旭御嶽神社の先代神主。神社のおみくじを毛筆で書いているが、達筆すぎて身内の蓮華も読めない。華織は「暗号解読みたいなもの」として読み上げた。蓮華から、おみくじの文字を「（華織にも読めないように）エニグマに変更する」よう求められたが「それじゃ誰も読めないぞ」「今でさえ読みにくいって言われているのに」と却下した。

### その他
ユキちゃん
千花が拾った、というより自分から懐いてついてきた白い仔猫。そのかわいさに感動した千花は「ずっと一緒にいようね」と飼うことにする。なお、名の由来は純白の毛並みと長い胴が千花の実家のユキヤナギを連想させたから。
しかし、それと同時に千花の周りには、奇妙な白づくめの幼女が出没するようになった。
中神ゆき
千花と彼女の幼馴染との間に生まれた少女で、通学のために華織のアパートに下宿することになった。
最終回のエンディングに登場し、その時に華織と初顔合わせとなる。しかし、華織とは初対面のはずだが「はじめましてっ」と言う前に「おひ・・・」と言いかけていること、髪型の一部が動物の耳のように見えること、上述の「ユキちゃん」と同じ名前であること、華織が「バケ猫がでるかもね」と発言していること、などから、猫の「ユキちゃん」の生まれ変わりを匂わせる存在で、華織とも浅からぬ繋がりがある模様。

## 作中用語
フラワーハイツ
黒井華織が経営している女性専門（男子禁制）のアパート。防犯対策のセキュリティは万全（華織談）だが、そこに金をかけすぎてしまい（中のリフォームを行った事もあり）外観の補修が出来ず、「お化け屋敷」と呼ばれている。
入居者は、千花（102号室）・瞳（201号室）・綾女（202号室）の3名だが、千花によれば203号室にも入居者がいるとの事。
華織の発言によれば、庭の一部に掘り返すと大変な事になるような物が埋まっている模様。
花ヶ丘学園
女子校。華織が通学していた頃と千花が通学し始めた頃とでは、制服が異なっている。
エリザベス女学院
超お嬢様学校で、日向和田の発言によれば普通の大学生の様にジーパンとシャツの人がおらず、学校には毎日パーティで着る様な服で通学、一週間の内2回同じ服を着ていると馬鹿にされるとの事で、日向和田はわずかな手持ちの服を解いてはパーツを組み直してごまかすうちに、裁縫の腕がプロ級に上達した。
旭御嶽神社
旭町の神社。蓮華の父親が神主。これといった特色はないが、秋祭りや新年初詣は賑わう。
神社である以上、当然魔を寄せ付けぬ神聖な場所なのだが、華織は平気で出入りし、秋祭りでは占い屋台を出し、初詣では正式な二礼二拍一礼まで披露して詣でている。
魔術通販 Hermes Trismegistos
華織が運営している通販サイト。時々しか見えないように設定されているため、一部では「オバケサイト」と評判らしい（華織談）。
蓮華が使用している式神や水を注ぐとワインになるグラス、魔術の時に着用するロープ等を販売している。

## 単行本
芳文社まんがタイムコミックスより販売。
1. 2014年5月7日初版発行 ISBN 978-4832252912
2. 2015年5月7日初版発行 ISBN 978-4832253827